# Towarzystwo Wiedzy Powszechnej

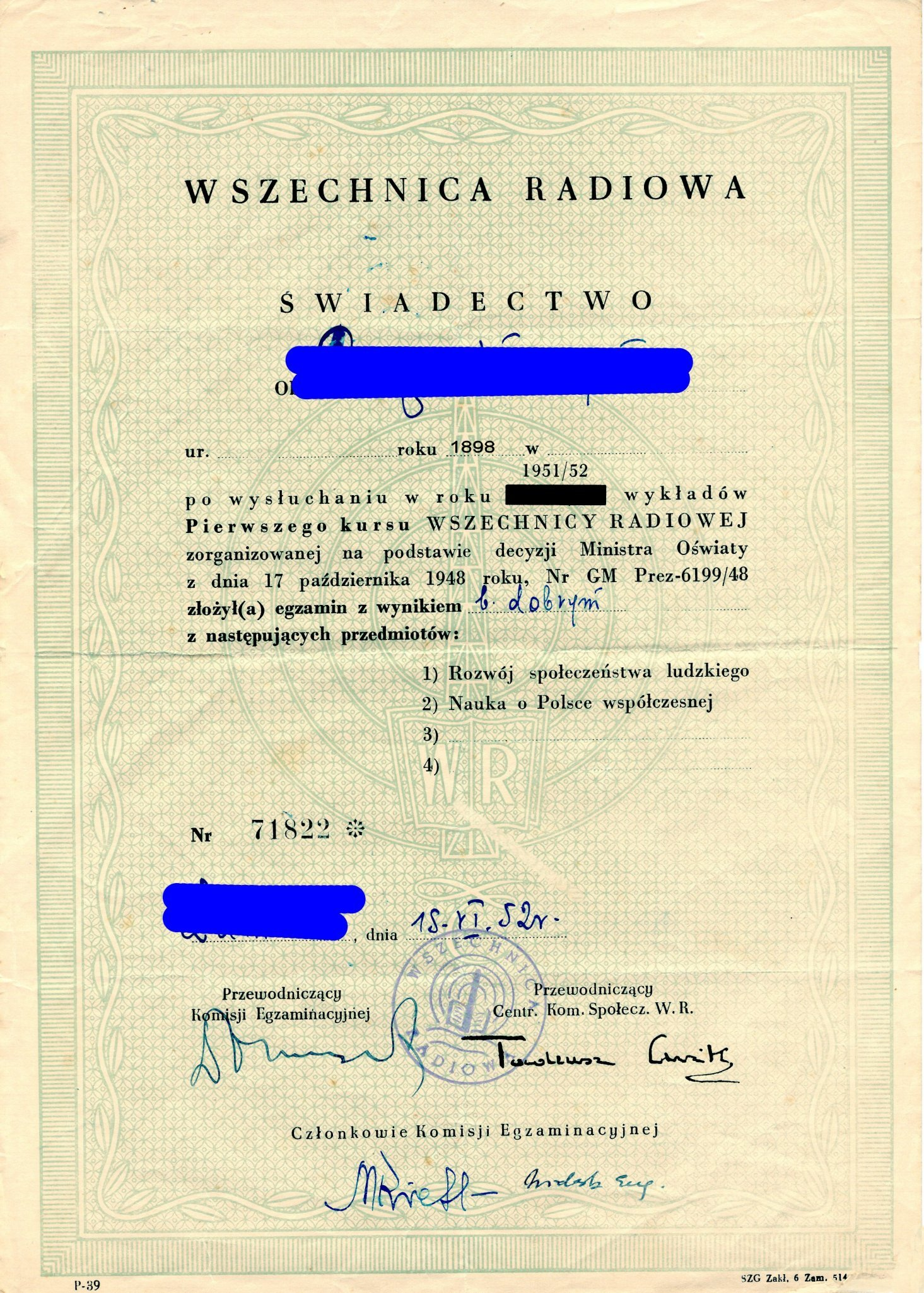
Świadectwo Wszechnicy Radiowej z 1952 r.

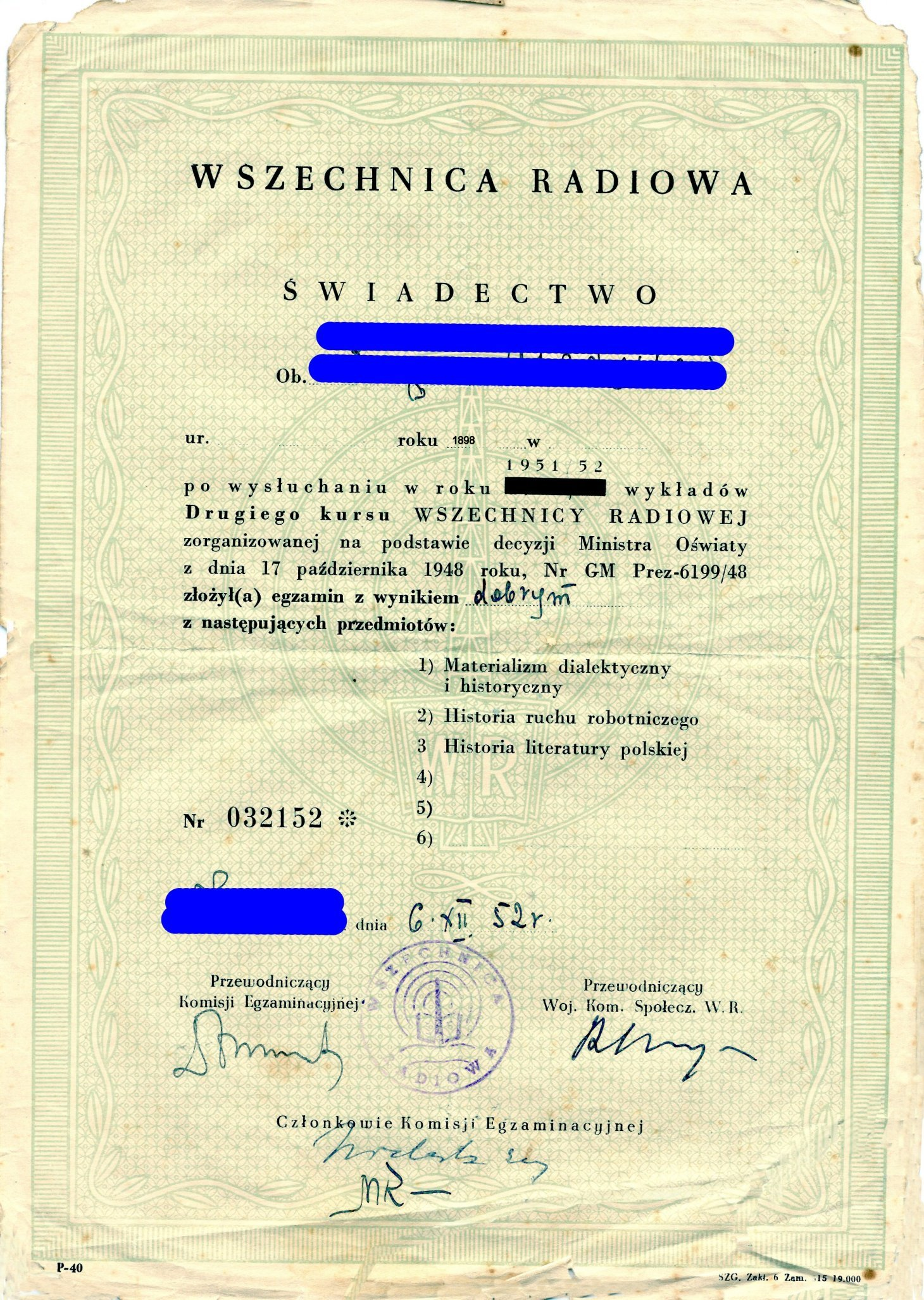
Świadectwo Wszechnicy Radiowej z 1952 r.

Towarzystwo Wiedzy Powszechnej (TWP) – stowarzyszenie rozwijające działalność oświatową i kulturalną wśród dorosłych, dzieci i młodzieży, oraz kształcące umiejętności praktyczne wśród dorosłych, głównie poprzez uniwersytety powszechne, odczyty, wystawy i kluby.

## Historia
Powstało w 1950 w Warszawie, w miejsce rozwiązanego wówczas Towarzystwa Uniwersytetu Robotniczego i Ludowego oraz Instytutu Kulturalno-Oświatowego Spółdzielni „Czytelnik”. W tym samym roku nadano TWP, jako stowarzyszeniu wyższej użyteczności, statut.

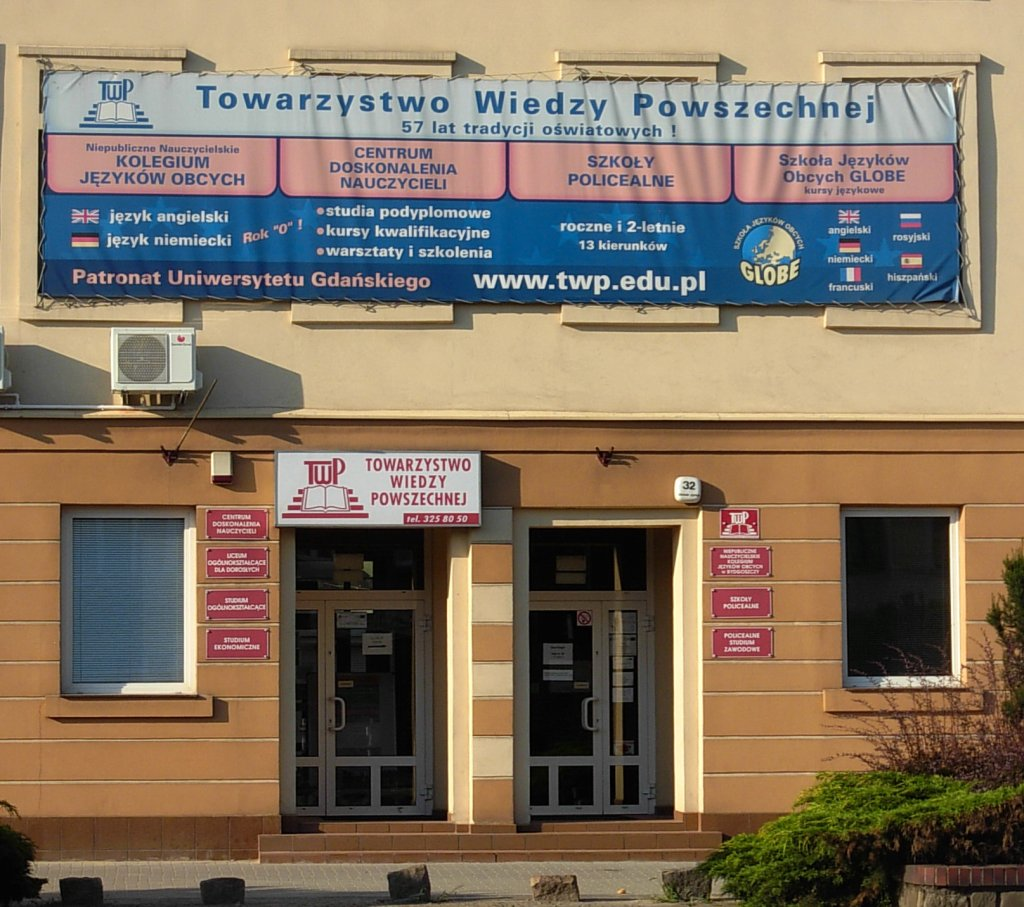
Front budynku oddziału TWP w Bydgoszczy

Za główne cele swej działalności Towarzystwo Wiedzy Powszechnej uznaje:
- podnoszenie standardu życia intelektualnego i upowszechnianie uniwersalnych wartości i norm humanistycznych
- prowadzenie szeroko rozumianej edukacji obywatelskiej – kształtowanie społeczeństwa kierującego się zasadami demokracji, praworządności, tolerancji, pluralizmu politycznego i światopoglądowego
- krzewienie kultury narodowej i wiedzy historycznej, kształtowanie poczucia współodpowiedzialności za naród i państwo
- sprzyjanie rozwojowi osobowości uczestników procesów edukacyjnych, krzewienie zaradności życiowej, działania i pracy w warunkach gospodarki wolnorynkowej.

Towarzystwo Wiedzy Powszechnej utworzone zostało na mocy rozporządzenia Rady Ministrów z dnia 5 maja 1950 r. (Dz.U. z 1950 r. nr 22, poz. 191), które podpisał ówczesny premier Józef Cyrankiewicz. To samo rozporządzenie Rady Ministrów uznało TWP za stowarzyszenie wyższej użyteczności. Statut, jako stowarzyszeniu wyższej użyteczności, został nadany TWP drogą rozporządzenia Rady Ministrów z dnia 4 grudnia 1959 r. (Dz.U. z 1959 r. nr 68, poz. 420).
Towarzystwo Wiedzy Powszechnej organizowało i prowadziło m.in. uniwersytety powszechne. Pierwszy Uniwersytet Powszechny TWP powstał w 1956 roku (jeszcze przed II Zjazdem Krajowym) w Bydgoszczy. Był to uniwersytet dla rodziców, założony z inicjatywy profesora Kazimierza Sośnickiego. Pod koniec lat pięćdziesiątych działało w kraju około 800 Uniwersytetów Powszechnych, głównie w środowisku wiejskim. Były to uniwersytety o charakterze ogólnym, realizujące cykle zajęć z różnych dziedzin wiedzy, wybieranych dość dowolnie przez słuchaczy i kierowników placówek.
W wyniku zmian w Polsce w latach 90. XX wieku, nastąpiło całkowite usamodzielnienie się stowarzyszeń od struktur państwowych. Zaowocowało to sformułowaniem nowych celów i form pracy. Jako najważniejsze TWP przyjęło:
- włączenie się organizacji w proces demokratyzacji społeczeństwa, w kształtowanie kultury politycznej i stosunków międzyludzkich oraz tolerancji narodowościowej i światopoglądowej
- kontynuowanie działań oświatowych na rzecz przygotowania społeczeństwa do pracy i życia w warunkach gospodarki wolnorynkowej
- upowszechnianie różnych form wiedzy w zakresie takich dziedzin jak: ochrona zdrowia, ekologia, zagadnienia prawne i ekonomiczne, organizacja i zarządzanie, psychologia, pedagogika, informatyka
- powoływanie własnych szkół średnich, policealnych i wyższych.

Towarzystwo było wydawcą miesięczników popularnonaukowych, „Problemów” (1950–1993) oraz „Wiedzy i Życia” (1950–1991).

## Zarząd
- mgr Edward Balawejder – Prezes
- mgr Barbara Jagiełło – Wiceprezes
- prof. Lucjan Olszewski – Wiceprezes

Członkowie Zarządu:
- dr Jan Bartczak – OR Szczecin.
- mgr Piotr Hetel – OR Zgorzelec.
- mgr Ryszard Piotrowicz – dyr. generalny TWP
- prof. Robert Kwaśnica – OR Wrocław.
- mgr Grażyna Stoszko-Habela – OR Kielce.
- dr Norbert Greger – OR Szczecin.
- mgr Katarzyna Berka – OR Bydgoszcz.

Prezesi TWP:
- 1950–1953: prof. dr Zygmunt Młynarski,
- 1953–1960: prof. dr Józef Chałasiński,
- 1960–1964: prof dr Marian Mazur,
- 1964–1969: prof. dr Kazimierz Wojciechowski,
- 1969–1969: prof. dr Czesław Bobrowski,
- 1969–1975: prof. dr Marian Rybicki,
- 1975–1986: prof. dr Janusz Górski,
- 1986–1987: dr Marek Żukowski (p.o. jako sekretarz generalny),
- 1987–1990: prof. dr hab. Aleksander Krawczuk,
- 1990–2013: dr hab. Julian Auleytner,

Oddziały regionalne TWP:
- Oddział Białystok
- Oddział Bydgoszcz
- Oddział Lublin
- Oddział Legnica
- Oddział Łomża
- Oddział Kielce
- Oddział Kościan
- Oddział Kraków
- Oddział Olsztyn
- Oddział Płock
- Oddział Poznań
- Oddział Radom
- Oddział Siedlce
- Oddział Szczecin
- Oddział Wrocław
- Oddział Wyszków
- Oddział Zgorzelec